# Nikolai Petrowitsch Dubinin
Nikolai Petrowitsch Dubinin, russisch Николай Петрович Дубинин, (* 4. Januar 1907 in Kronstadt (Russland); † 26. März 1998 in Moskau) war ein russischer Genetiker.

## Leben
Dubinin erwarb 1928 seinen Abschluss an der Lomonossow-Universität Moskau und war ab 1932 an verschiedenen Instituten der sowjetischen Akademie der Wissenschaften tätig. 1956 bis 1966 war er Leiter des Labors für Strahlengenetik  am Institut für Biophysik, 1957 bis 1959 war er Gründer und Direktor des Instituts für Zytologie und Genetik (Sibirischer Zweig der Akademie der Wissenschaften) und 1966 wurde er Direktor von deren Institut für Allgemeine Genetik der Akademie.
Dubinin war ein Schüler von Sergei Sergejewitsch Tschetwerikow und Nikolai Konstantinowitsch Kolzow.

## Werk
Er befasste sich mit allgemeiner Genetik und evolutionären Aspekten der Genetik sowie Anwendungen in der Landwirtschaft und Strahlenbiologie. Dubinin erzielte Erfolge in der Zytogenetik und sollte Ende der 1940er Jahre Leiter eines Instituts der Akademie der Wissenschaften werden, das im Gegensatz zu dem damals dominierenden Lyssenkoismus die klassische Genetik verfolgte, das wurde jedoch bis zu Stalins Tod unterbunden. Stattdessen arbeitete er nach Schließung seines Instituts 1948 aufgrund der Initiativen Lyssenkos 1949 bis 1955 am Forstinstitut der Akademie der Wissenschaften, wo er sich mit Aufforstung und Ornithologie befasste und regelmäßig Expeditionen in den Ural unternahm.

## Ehrungen
1946 wurde er korrespondierendes und 1966 volles Mitglied der Sowjetischen Akademie der Wissenschaften. 1958 wurde er Mitglied der Leopoldina. 1959 erhielt er die Darwin-Plakette und 1966 den Leninpreis. 1967 wurde Dubinin in die American Academy of Arts and Sciences gewählt, 1969 in die National Academy of Sciences.